# Millovo pojetí demokracie

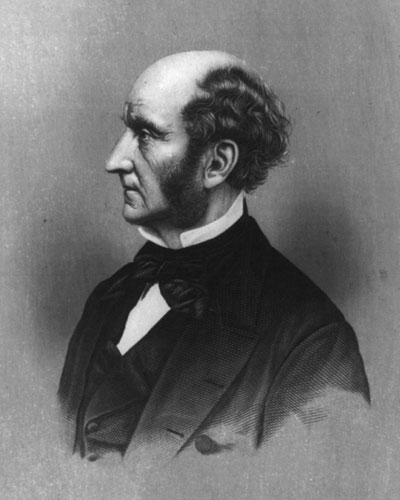
John Stuart Mill

Millovo pojetí demokracie je nastíněním uvažování klasických liberálních filosofů 19. století o demokracii, která měla v jejich představách vycházet z vlády veškerého lidu, ale přesto mělo být zachováno silné postavení  významných menšin.

## Úvod
John Stuart Mill byl britským filosofem, ekonomem a politickým učencem, který otázkám demokracie věnoval knihu Úvahy o zastupitelské vládě (vyšlo 1861, česky: Úvahy o vládě ústavní (Mill 1992)). Byl zastáncem názoru, že musí být zaručeny svobody a práva jedince ve společnosti, nezávisle na diktátu státu. Obával se tzv. tyranie většiny, tedy stavu, kdy občan buď nedobrovolně  ve svém chování  následuje vzory, které mu vnutil stát nebo dobrovolně, předkládané mu však většinovou společností. Následkem toho je degradace společnosti, která trpí nedokonalým rozvojem vlastností osobnosti takto omezeného jedince.

## Pojetí demokracie
Podle Milla je demokracie tou nejlepší formou vlády. 
K závěru došel na základě těchto kritérií:
1. ...jak dalece podporuje vláda dobrou správu záležitostí společnosti pomocí stávajících mravních, rozumových a činných schopností svých členů a
2. jaký účinek jeví vláda na zdokonalení nebo zhoršení těchto schopností. [3] [4]

Mill dokládá, že první kritérium nejlépe splňuje demokracie, protože:
1. Práva a zájmy každého člověka jsou nejlépe hájeny tehdy, když je může hájit sám.
2. Prosperita společnosti je přímo úměrná množství osob, které k ní přispívají. [5] [6]

Tedy ideální politickou organizací společnosti by byla taková, v níž by všichni mohli hájit své postoje a všichni se také podílet na přispění jejího blahobytu. Dle lidské přirozenosti pak bude nejvíce přispívat společnosti ten, komu jsou plně zajištěna její práva a výsady. Z toho plyne, že nejlepší systém vlády je takový, v němž se všichni podílejí na vládnutí.
Druhé kritérium je také nakloněno demokratickému řádu, v němž možnost podílet se  jednotlivci  na zvýšení blahobytu společnosti, nenastává jeho vyloučením z rozhodovacích pravomocí o věcech veřejných, ale právě naopak, jeho zapojením do těchto rozhodování. Právě možnost účastnit se na věcech veřejných umocňuje smysl občana pro veřejné blaho a je motivací k rozvoji individuálního talentu a iniciativy. Mill dochází k závěru, že demokracie je vyšší formou vlády než monarchie nebo oligarchie, byť by byly sebeosvícenější. Každý občan má právo mít podíl na vládě. V moderních demokraciích, které jsou realizovány na masovém základu, lze toho dosáhnout jen ve formě zastupitelské demokracie.  

### Reprezentativní demokracie
V zastupitelské (reprezentativní) demokracii vykonává lid svou moc prostřednictvím svých volených zástupců. Ti kontrolují činnost vlády. Na otázku, zdali má parlament (jako zastupitel lidu) ještě jiné pravomoci, odpovídá Mill záporně. Parlament nemá právo jakkoli zasahovat do správy státu, protože jeho členové nemají žádnou odpovědnost z politických rozhodnutí, která leží na bedrech vlády. Dalším omezujícím faktorem zákonodárného sboru je to, že jeho členové nemají odborné znalosti k vynášení správných rozhodnutí. Parlament se má zdržet jakéhokoli ustavení konkrétního člověka na posty veřejné správy, protože neumí správně posoudit odbornost kandidátů a především vybere  člověka, který je výsledkem dohody a kompromisu politických stran, nikoli toho nejlepšího. Parlament se také nemá zapojovat do formulování schvalovaných zákonů, právě pro odbornou nezpůsobilost členů sboru.
Parlament by měl tedy vykonávat jen dozor nad osobami, které spravují konkrétní funkce a
| „                                                                        | ustanovit, komu nebo jakému druhu lidí se má toto dílo svěřit a po jeho provedení mu dát nebo odepřít schválení národa. | “ |
| — John Stuart Mill Úvahy o vládě ústavní. (1992), Praha. Svoboda, s. 72. | |   |

Mimo tuto kontrolní funkci náleží parlamentu také role kolbiště pro svobodné vyjadřování nejrůznějších názorů. Tím je zajištěna veřejná diskuze, která může přinést podnětné návrhy pro práci vlády. Mill se domnívá, že právě výměna názorů je fundamentálním předpokladem pro rozpoznání pravdy, společenského blaha a rozvoje vůbec. 

## Nedostatky demokracie
Mill pozoroval dění demokratického života tehdejší Velké Británie a spatřoval v něm dva zásadní nedostatky:
- Demokracie je omezená díky okleštění volebního práva a riziko vlády většiny nad menšinou.

Zde lze spatřovat paradox. Na jedné straně Mill zastává názor, že je nutné zavést všeobecné volební právo pro všechny. Na druhé straně se však obává  možných následků takového činu. Pokud by získali volební právo i dělníci, pak hrozí tzv. třídní zákonodárství , tj. schvalování zákonných aktů většinou dělnických zástupců v parlamentu, které jsou nepřátelské vůči ostatním.
- Jednokolový většinový volební systém je nevýhodný.

### Nepravá a pravá demokracie
Mill kritizoval tento systém uplatňovaný ve Velké Británii, protože se může velmi snadno stát, že poměrně těsná menšina voličů, jejíž kandidát nezvítězí, nebude zastoupena ve sboru žádným poslancem. Mechanismus „vítěz bere vše“ je ve volbách do dolní komory špatný.  Stejně tak může těsná většina nominovat  svého kandidáta uvnitř jedné politické strany do následného volebního boje, tak jak je tomu např. v amerických prezidentských volbách. Tuto formu Mill pojmenovává jako nepravou demokracii. Naopak pravou demokracií je taková forma, v níž každá část voličů získá přiměřené množství svých zástupců v zákonodárném sboru. To byl důvod, proč Mill prosazoval změnu volebního systému ve Velké Británii na proporční (menšinový) dle návrhů Thomase Hara.

### Proti rovnému hlasovacímu právu
Mill byl zastáncem zavedení vzdělanostního censu, tedy různé váhy hlasu voliče podle jeho vzdělání v duchu Hareho návrhu, což mělo zajistit, aby se do parlamentu dostali i muži vynikajících kvalit, kteří jinak fakticky neměli šanci.Zde se odrážela jeho obava z tyranie (nevzdělané) většiny. Naopak parlamentní elita měla pak zajišťovat antagonistickou funkci, která by byla základem pro nesouhlas jednotlivců s vládnoucí mocí a pro návrhy či názory, které jsou vládou záměrně umenšovány a popírány.

## Shrnutí
John Stuart Mill prosazoval nepřímou, reprezentativní demokracii se všeobecným, nikoli však rovným hlasovacím právem. Takový návrh nebyl beze zbytku nikdy realizován. Vývoj se ubíral ke všeobecnému a rovnému hlasovacímu právu.  